# Leeuw van Waterloo

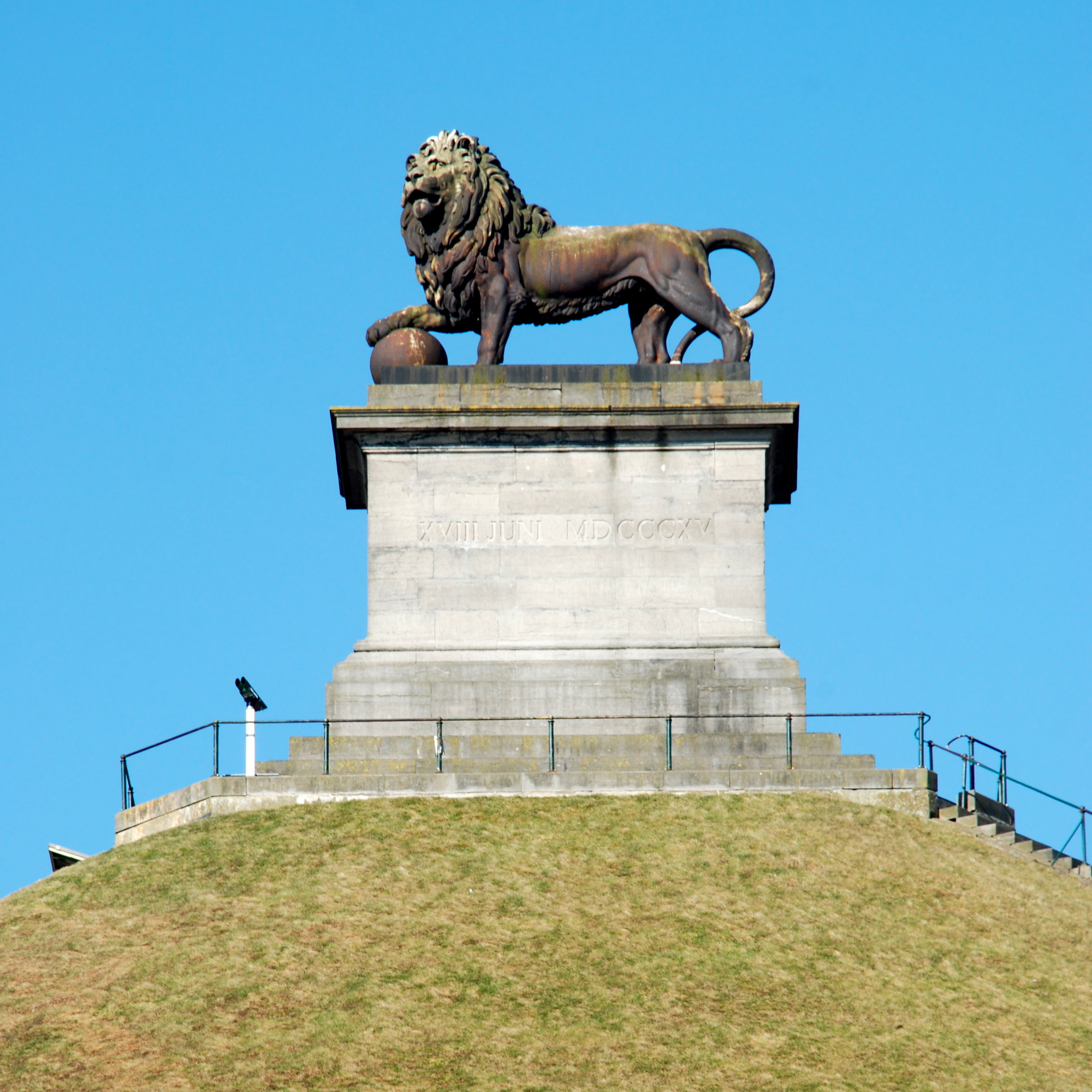
De Leeuw van Waterloo

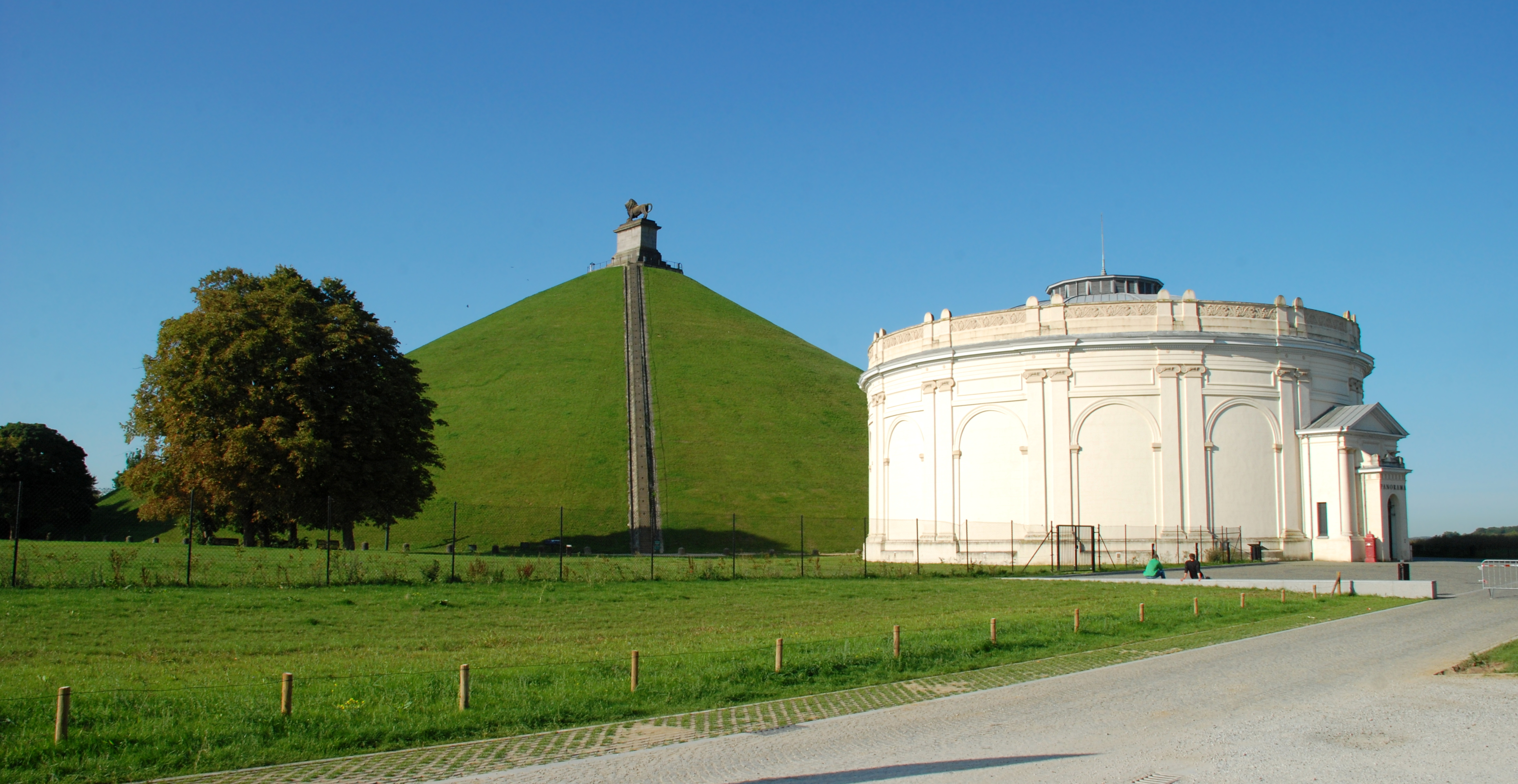
De Leeuw en het gebouw van het Panorama van de Slag bij Waterloo.

De Leeuw van Waterloo (Frans: Butte du Lion) is een herdenkingsmonument voor de Slag bij Waterloo (18 juni 1815) dat op initiatief van koning Willem I van het Verenigd Koninkrijk der Nederlanden werd opgericht. Het monument staat op het grondgebied van de gemeente Eigenbrakel in de Belgische provincie Waals-Brabant. Het monument bestaat uit een reusachtige gietijzeren leeuw die op een kunstmatige heuvel 45 meter boven de omringende vlakte uittorent.

## Geschiedenis
Koning Willem I gaf op 28 juli 1815 al opdracht tot het oprichten van een monument; slechts veertig dagen na de veldslag. Niet alleen zou dit monument dienen ter nagedachtenis aan de veldslag zelf, maar ook het einde weergeven van een twintigjarige Franse overheersing en oorlogsvoering in Europa.
In eerste instantie was het geheel niet duidelijk wat voor monument er zou moeten worden opgericht. In de jaren na 1815 kwamen vele voorstellen binnen, zoals onder andere de bouw van een knekelhuis, een piramide gebouwd van bakstenen (een ontwerp van Vifquain, dat door hofarchitect Charles Vander Straeten sterk bekritiseerd werd als zijnde een "grafmonument"), een waterfontein, een stenen triomfboog, of zelfs een tehuis voor veteranen. Uiteindelijk werd het voorstel van Vander Straeten op aangeven van de moeder van koning Willem I, prinses Wilhelmina, wat een conische piramide moest worden met daarbovenop een standbeeld van een leeuw.

## Bouw van het monument
De uiteindelijke constructie vond plaats tussen 1823 en oktober 1826. Er was 290.486 m³ grond van het slagveld nodig om een 40 meter hoge heuvel op te richten. De diameter van deze heuvel is 160 meter en de omtrek aan de voet is 500 meter.
Op de top daarvan werd een 28 ton zware leeuw uit gietijzer geplaatst op een sokkel van 4,5 meter. De leeuw zelf is een ontwerp van de Mechelse beeldhouwer Jean-Louis van Geel. Een ondergrondse kolom van bakstenen in de heuvel ondersteunt de gietijzeren leeuw. Het standbeeld van de leeuw bestaat uit negen delen, welke gegoten werden destijds in de hoogovens te Seraing van John Cockerill, en bij de bouw werden samengesteld. De sokkel waarop de leeuw staat, bestaat uit 'pierre bleu d'Arquennes' (Blauwe hardsteen uit Arquennes) en draagt de tekst "XVIII Juni MDCCCXV". De heuvel, sokkel en de leeuw geven het monument een totale hoogte van 51,45 meter.
De ontwerper van het geheel was architect Charles Vander Straeten, particulier architect van de Prins van Oranje en uiteindelijk (Rijks-)Architect der Koninklijke Paleizen en Landsgebouwen (eerst enkel in de Zuidelijke Provinciën, later in het gehele Verenigde Koninkrijk der Nederlanden). Vander Straeten was onder meer ook verantwoordelijk voor de bouw van het kroonprinselijk Paviljoen van Tervuren (later verwoest), de verbouwing van het Koninklijk Paleis van Brussel (later weer verbouwd), het paleis van Prins Frederik in Den Haag (Korte Voorhout, verwoest) en de verbouwing van het Mauritshuis in dezelfde stad.
Bij de bouw werd een trap van 226 stevige treden aangelegd. Het huidige leuningwerk werd later voorzien. Het uitzicht boven op het monument laat het volledige slagveld zien, alsmede de omringende gemeenten Eigenbrakel (Braine l'Alleud), Genepiën (Genappe), Plancenoit en Waterloo.

## Trivia
Algemeen wordt (in Nederland) aangenomen dat het monument is opgericht ter nagedachtenis aan de plaats waar de Prins van Oranje gewond raakte tijdens de veldslag. Dit klopt echter niet, het monument is opgericht ter nagedachtenis aan de veldslag in het algemeen en een toekomstig beeld van vrede. De positie van het monument is wel gebaseerd op waar prins Willem werd verwond. Voor de Prins van Oranje werd daarentegen een ander monument opgericht in 1815 te Soestdijk, namelijk de Naald van Waterloo.
De hertog van Wellington zou later een vermeende uitspraak hebben gedaan dat hij ontevreden was over het monument, omdat hij van mening was dat het slagveld erdoor verknoeid was. De aarde die voor het monument is gebruikt vernietigde immers de glooiing die Wellingtons positie zo moeilijk veroverbaar had gemaakt op het beslissende einde van de veldslag.
De Leeuw en diens kop zouden gericht zijn naar het zuiden, oftewel Frankrijk, om daarmee als symbool te dienen richting dat land na 1815 om zich niet meer opnieuw op een oorlogszuchtige manier te mengen in de Europese samenleving. Dit klopt echter niet, want de Leeuw kijkt niet meteen naar het zuiden, c.q. Frankrijk, maar iets meer naar het zuidoosten. Bovendien heeft de architect VanderStraeten van het monument zelf het volgende aangegeven: "... de leeuw is een symbool van overwinning. Leunend op de wereldbol, kondigt hij de rust aan die Europa heeft gewonnen op de vlaktes van Waterloo". Wederom een bewijs, dat het een vredesmonument is.
Bij de doortocht van Maarschalk Gérard in 1831 op weg naar de citadel van Antwerpen keerden de Franse troepen de leeuw om. Ze braken daarbij zijn staart af.

## Openbaar vervoer
Bushalte Monument Gordon 400 m (bus 36 en 365a).
Trein: station Eigenbrakel 2,15 km.

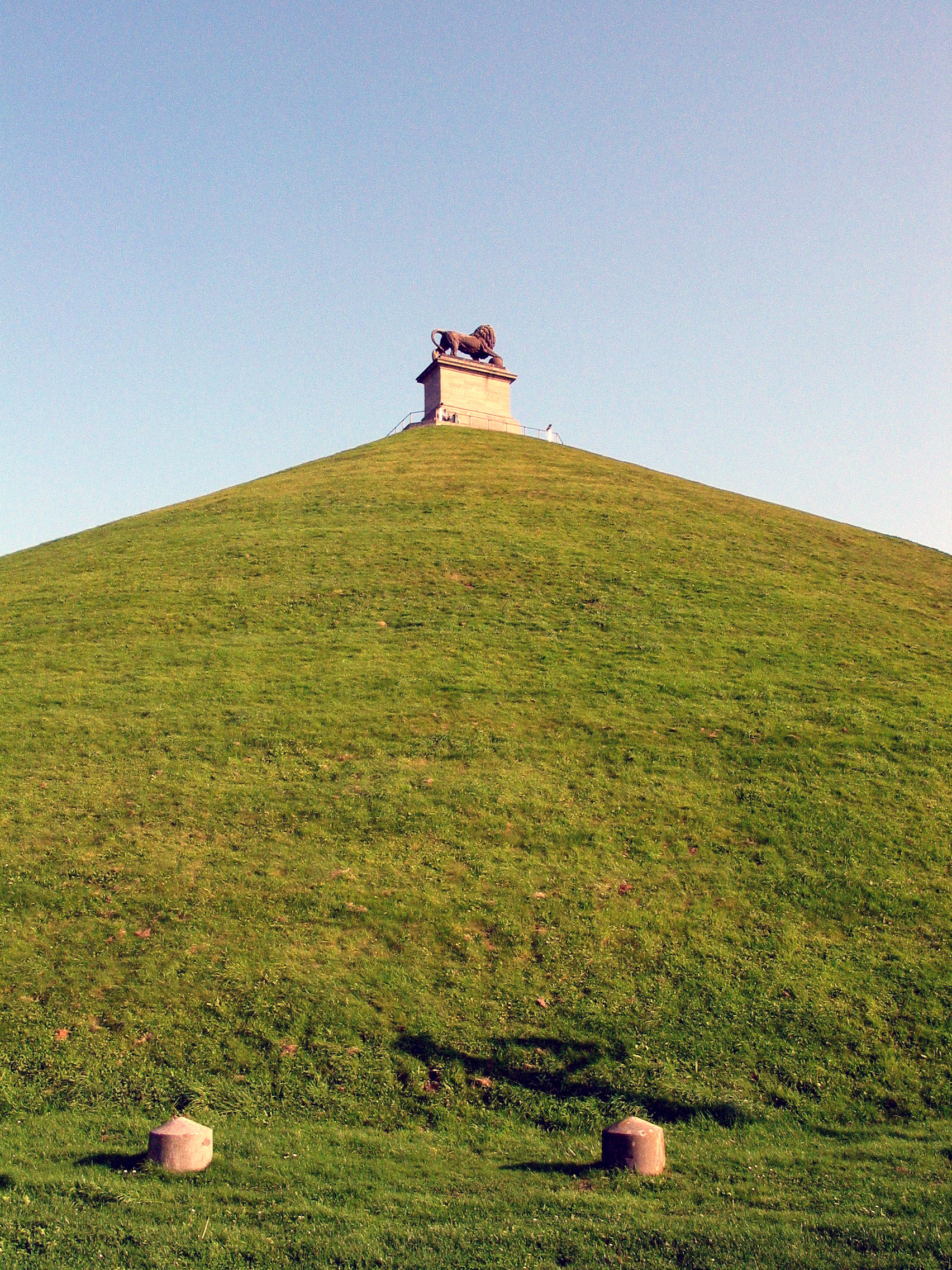
De plek waar de prins van Oranje gewond raakte
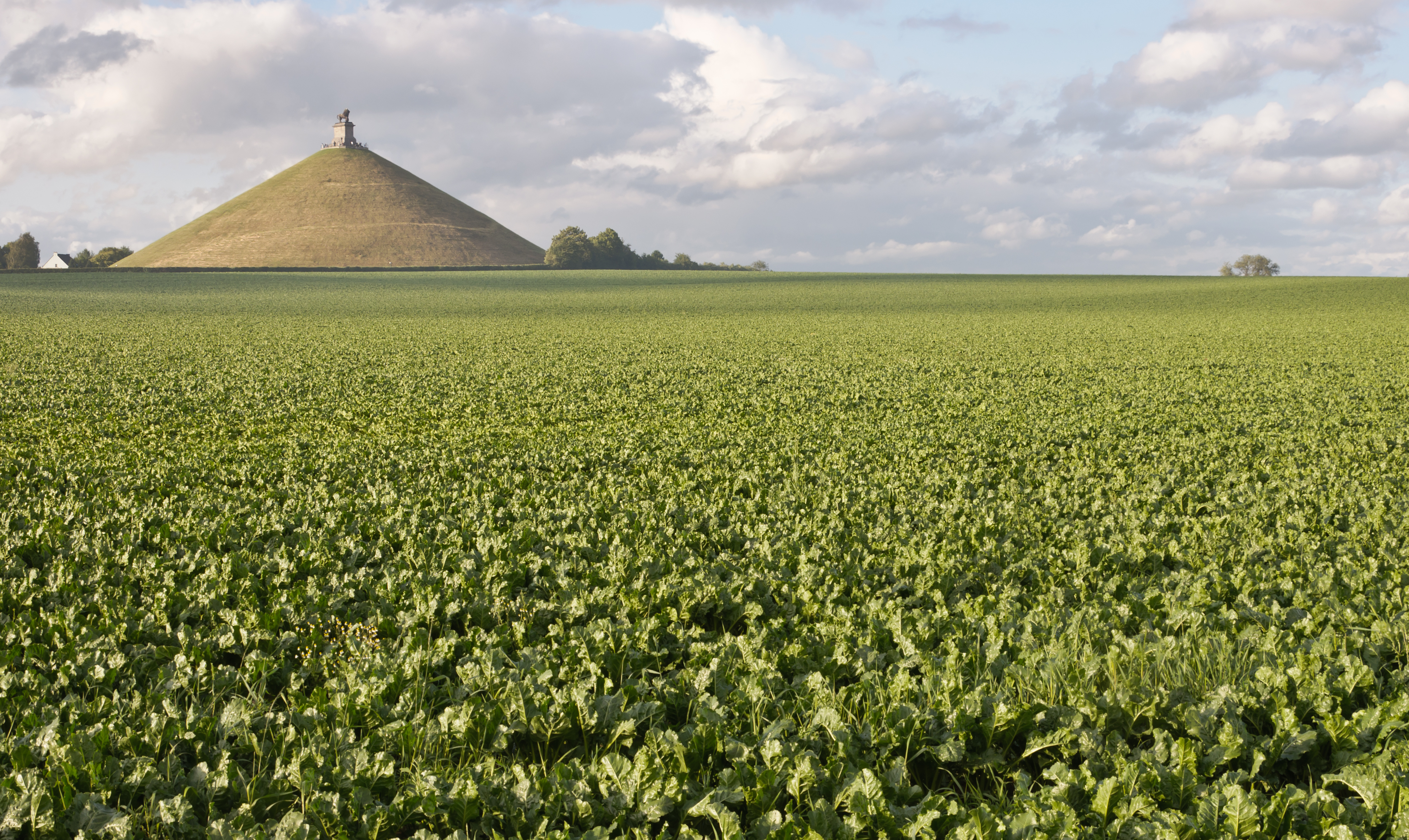
Leeuw van Waterloo boven de omringende vlakte uit
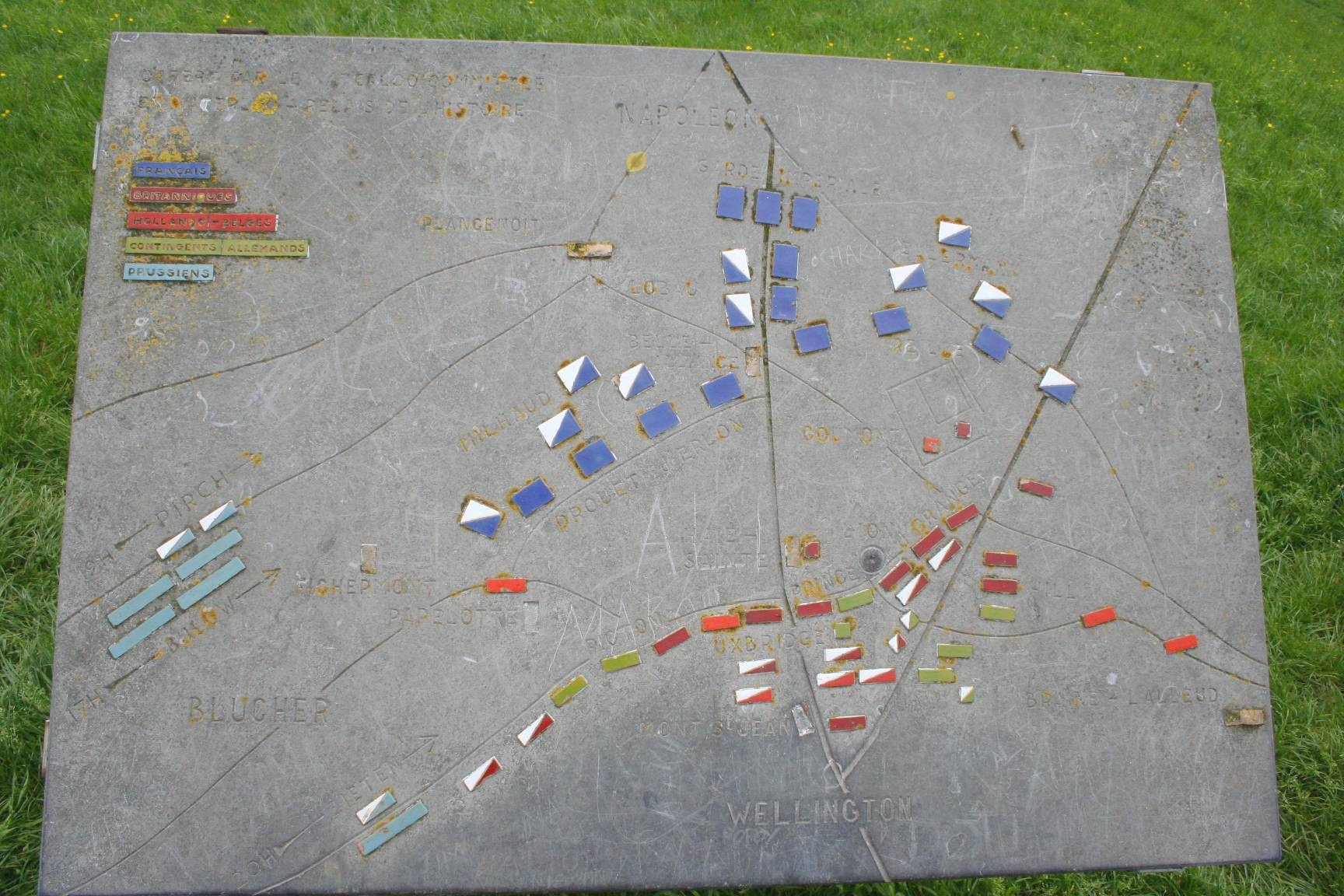
Beschrijving van het uitzicht
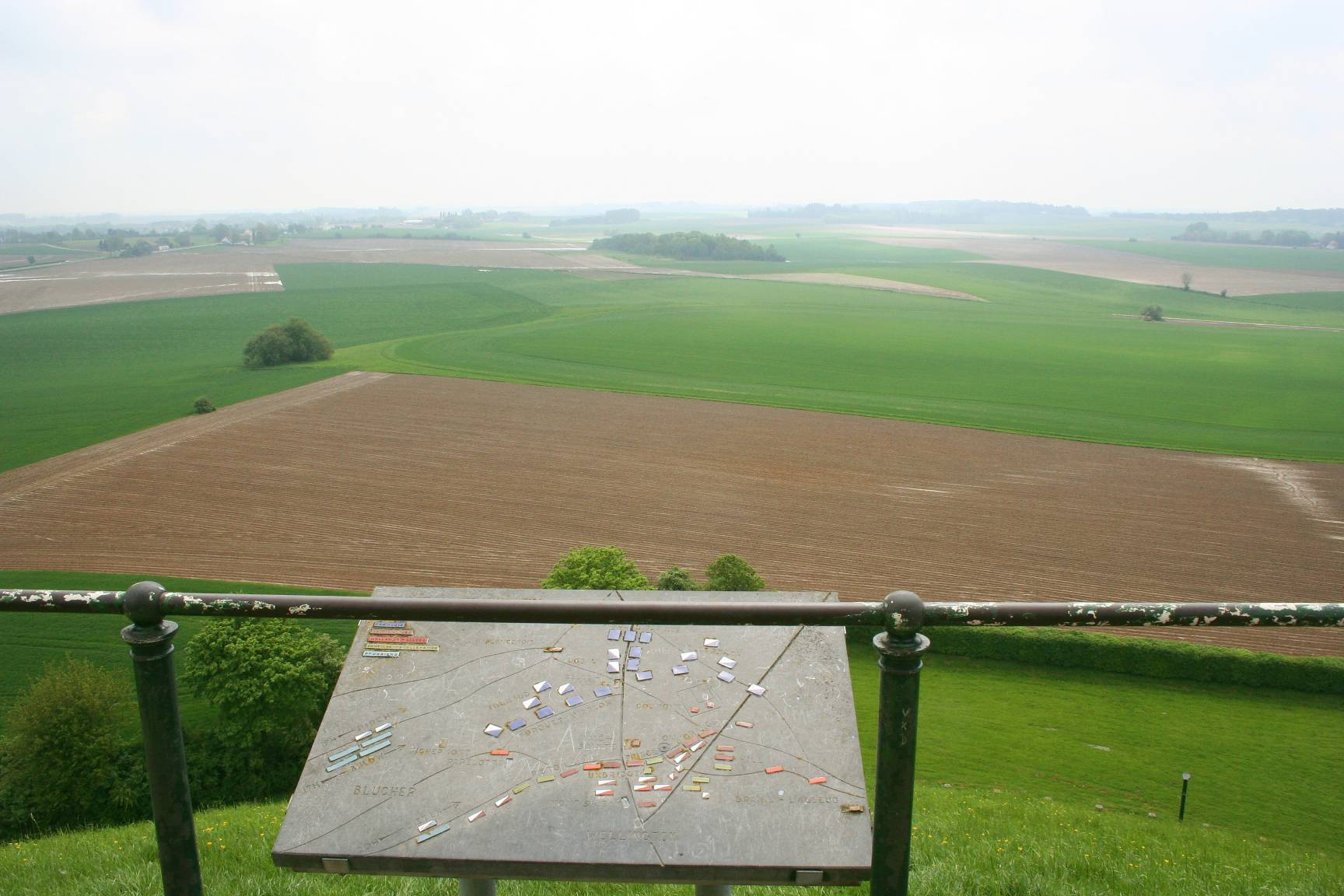
Uitzicht
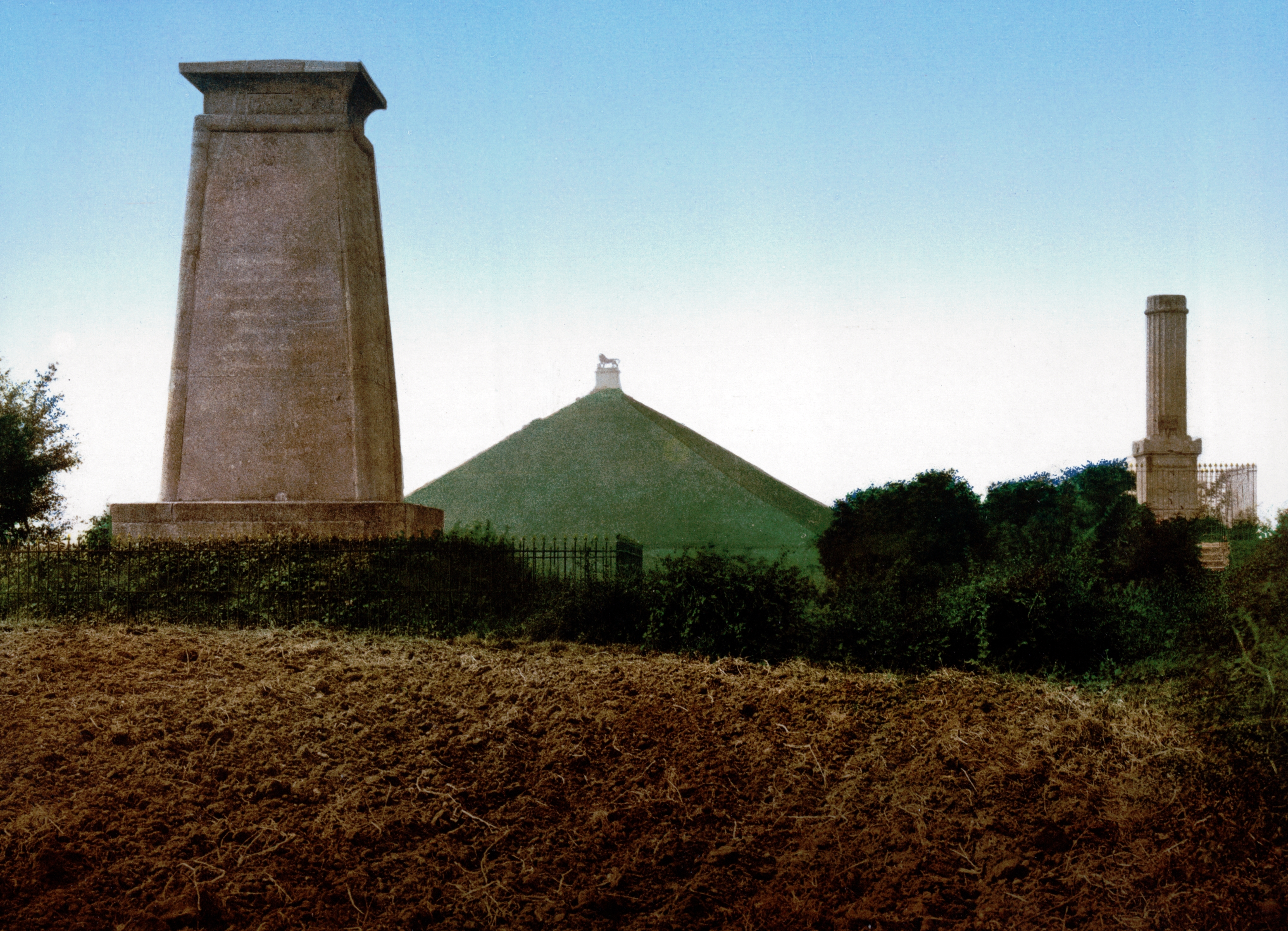
Grafmonumenten, met in het midden de Leeuw van Waterloo, 1900
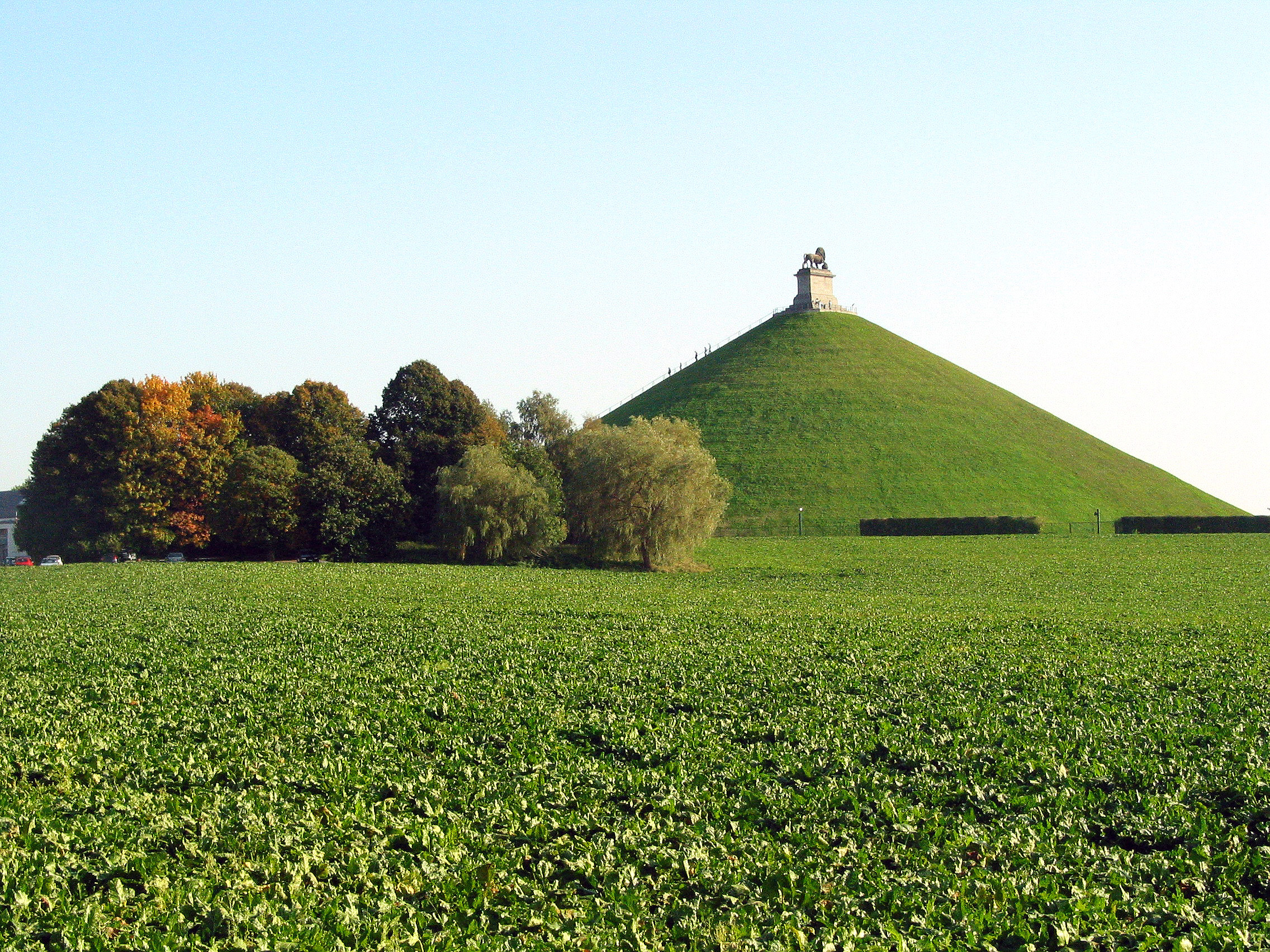
Heuvel van de Leeuw.
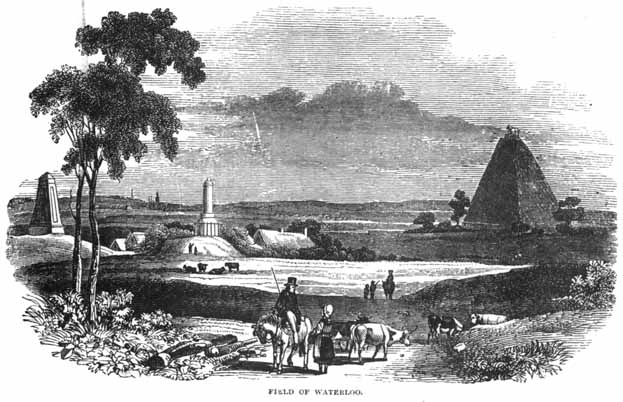
De monumenten en de Leeuw van Waterloo. Beeld uit 1851